# Jack Delano
Jack Delano (nacido Jacob Ovcharov; Voroshilovka, 1 de agosto de 1914-Puerto Rico, 12 de agosto de 1997) fue un fotógrafo estadounidense de la Administración de Seguridad Agraria (FSA), y un compositor destacado por su uso de material folclórico puertorriqueño.

## Biografía

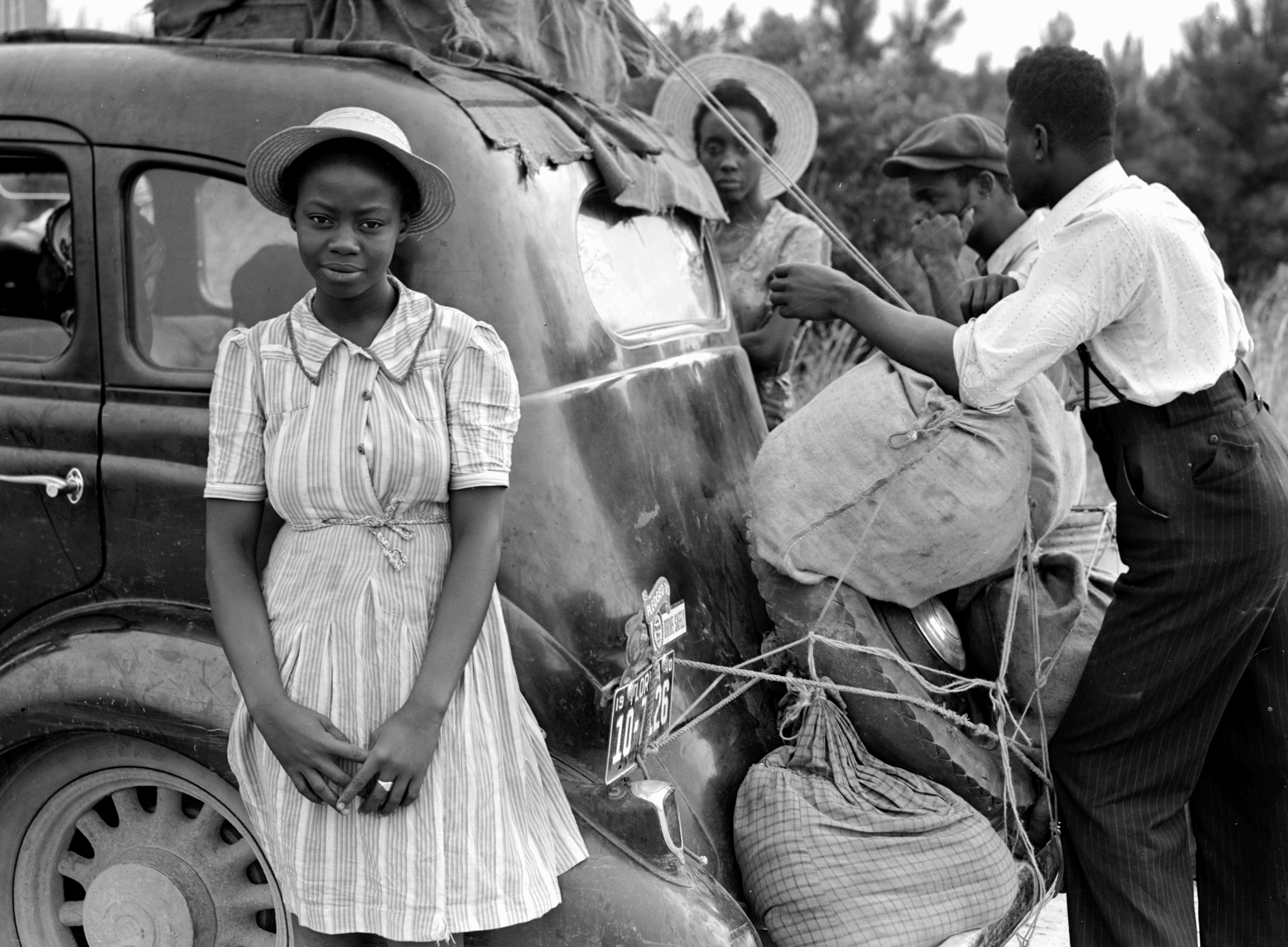
Trabajadores migrantes afroamericanos de Florida de camino a cosechar patatas en Cranbury, Nueva Jersey. (1940)

Delano nació como Jacob Ovcharov (cirílico: Яков Овчаров), un judío ruso, en Voroshilovka, Gobernación de Podolia, Imperio ruso (actualmente Vorošýlivka, Ucrania) y se trasladó, con sus padres y su hermano menor, a Estados Unidos en 1923. La familia llegó a Nueva York el 5 de julio de 1923 en el barco RMS Homeric. Entre 1924 y 1932 estudió artes gráficas/fotografía y música (viola y composición) en la Settlement Music School y solfeo con un profesor del Instituto de Música Curtis de Filadelfia, Pensilvania. Tras recibir una beca de arte por su talento, asistió a la Pennsylvania Academy of the Fine Arts (PAFA), donde, de 1928 a 1932, estudió ilustración y continuó su formación musical. Mientras estaba allí, Delano recibió la beca de viaje Cresson, con la que decidió viajar a Europa, donde compró una cámara que le hizo interesarse por la fotografía.

### Fotógrafo

Familia de pequeños propietarios que se trasladaron fuera de la cuenca Santee-Cooper, en su "nuevo hogar" cerca de Bonneau, Carolina del Sur.

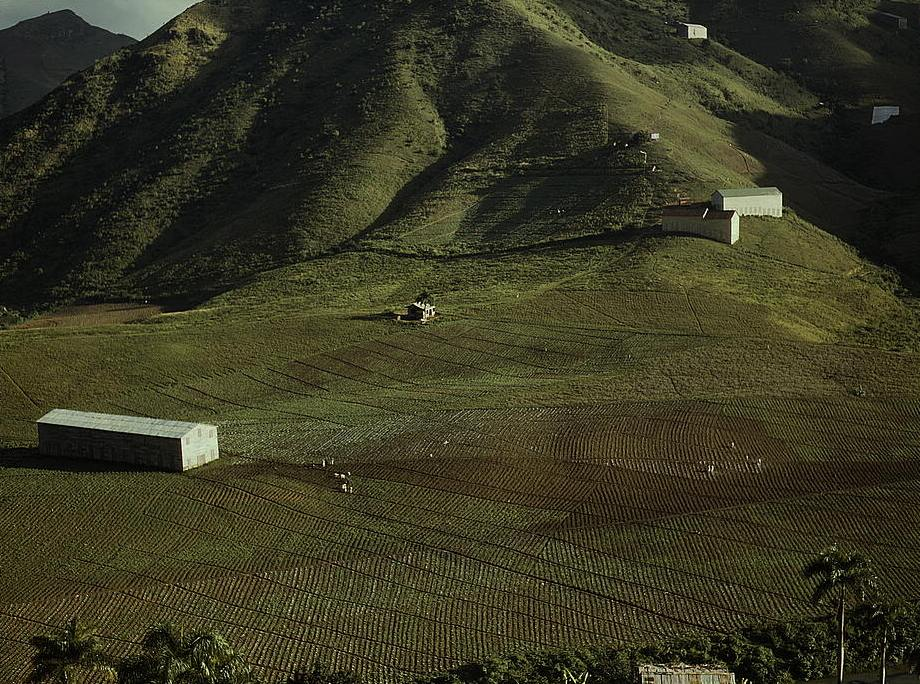
Plantación de tabaco en Puerto Rico (1941)

Tras graduarse en la PAFA, Delano propuso un proyecto fotográfico al Federal Art Project: un estudio de las condiciones de la minería en la zona del carbón de antracita del condado de Schuylkill, en Pensilvania. Delano envió fotos de muestra a Roy Stryker y solicitó un trabajo en el programa de fotografía de la Farm Security Administration. Con la ayuda de Edwin Rosskam y Marion Post Wolcott, Stryker ofreció a Delano un trabajo de 2.300 dólares al año. Como condición para trabajar, Delano tenía que tener su propio coche y permiso de conducir, ambos adquiridos antes de trasladarse a Washington D. C.
Antes de trabajar en la FSA, Delano había hecho su propio sistema de procesamiento y revelado fotográfico. Otros fotógrafos que trabajaron para la FSA fueron Walker Evans, Dorothea Lange y Gordon Parks. En 1943 la FSA fue eliminada por considerarla un «despilfarro presupuestario» y quedó subsumida en la Oficina de Información de Guerra (OWI). Entre 1943 y 1946 Delano sirvió en las Fuerzas Aéreas del Ejército de los Estados Unidos.

### Compositor
Delano había viajado a Puerto Rico por primera vez en 1941 como parte del proyecto de la FSA. Este viaje tuvo una influencia tan profunda en él que se estableció allí permanentemente en 1946, una vez terminada la guerra y su compromiso con el ejército. Con su esposa Irene (prima segunda del también fotógrafo Ben Shahn) trabajó en la División Comunitaria del Departamento de Educación Pública produciendo películas, para muchas de las cuales Delano compuso la partitura. También dirigió Los Peloteros, una película puertorriqueña sobre niños rurales pobres y su amor por el béisbol. La película sigue siendo un clásico del cine de Puerto Rico.
Las composiciones musicales de Jack Delano incluyen obras de todo tipo: orquestales (muchas compuestas para la Orquesta Sinfónica de Puerto Rico), ballets (compuestos para el Ballet Infantil de Gilda Navarra y los ballets de San Juan), de cámara, corales (incluyendo Pétalo de rosa, un encargo para el Coro de Niños de San Juan) y vocales solistas. Su música vocal a menudo muestra la poesía puertorriqueña, especialmente la de su amigo y colaborador, el escritor Tomás Blanco. Délano y su esposa Irene colaboraron en libros infantiles. El más destacado de ellos sigue siendo un clásico de la literatura puertorriqueña: The Child's Gift: A Twelfth Night Tale, de Tomás Blanco, con ilustraciones de Irene Délano y música incidental (escrita al margen) de Jack Délano.
Su partitura para la película Desde las nubes demuestra un uso temprano de las técnicas electrónicas. La mayoría de sus obras compuestas después de trasladarse a Puerto Rico destacan por utilizar material folclórico de forma clásica.
En 1957, Delano ayudó a fundar la primera estación de televisión educativa de Puerto Rico financiada con fondos públicos, WIPR, donde también trabajó como productor, compositor y director de programas.
Fue reconocido doctor honoris causa por la Universidad del Sagrado Corazón (1987) y la Universidad Interamericana de Puerto Rico (1991).

## Relación no exhaustiva de composiciones
Orquestales
- Ofrenda Musical (Musical Offering) para viola, trompa y orquesta de cuerdas (1959)
- El sabio Doctor Mambú, ballet para niños (1962)
- Concertino classico (1968)
- Sinfonietta para orquesta de cuerdas (1983)

Música de cámara e instrumental
- Sonata en La menor para viola y piano (1953)(1953)
- Sonata para solo de violín (1960)
- Sonatina para flauta y piano (1965)
- Cuarteto de cuerdas (1984)
- Tres preludios, para piano (1985)
- Aves, 10 piezas breves para piano (Río Piedras, Puerto Rico 1987)
- Esta luna es mía, para soprano, coro femenino y piano (1962); letra de José P.H. Hernández.
- Me voy a Ponce, para coro mixto (1965); letra de José Agustín Balseiro
- Tres cancioncitas del mar, para voz media y piano (1969); letra de Nimia Vicéns, Ester Feliciano Mendoza y Carmelina Vizcarrondo.
- Cuatro sones de la tierra[8] para canto y piano (1974); letra de Tomás Blanco
- Pétalo de rosa, suite para coro de niños a capela (1993); escrita para el Coro de Niños de San Juan.

Partituras para el cine
- Los Peloteros (1953)